# 足立神社
足立神社（あだちじんじゃ）は、埼玉県さいたま市浦和区にある神社。旧社格は村社。

## 祭神
- 猿田彦命

## 歴史
開化天皇御代に創立と伝承される。高塙郷の上木崎村・下木崎村・北袋村・瀬ヶ崎村・針ヶ谷村鎮守社として信仰を集めた。高塙明神社と号していたが、明治期には村社に列格、市川治右衛門が当社を延喜式内社の足立神社だと比定して、社号を足立神社と改称した。

## 所在地
- さいたま市浦和区上木崎5-11-1